# 아름다운 이 아침 봉태규입니다
《아름다운 이 아침 봉태규입니다》는 봉태규의 진행으로 SBS 파워FM(수도권 기준 FM 107.7㎒)에서 방송되고 있는 라디오 프로그램이며 1996년 11월 14일에 SBS 파워FM이 개국하면서 방송되고 있는 프로그램이다. 단, 2025년 3월 18일에 방송 1주년을 맞이했다. 또 2026년 11월 14일에 개국 30주년을 맞는다.

## 역대 진행자
| 역대 (대수) | 진행자      | 기간                               | 비고                                                                                             |
| ----------- | ----------- | ---------------------------------- | ------------------------------------------------------------------------------------------------ |
| 초대        | 김미숙 (여) | 1996년 11월 14일 ~ 2000년 10월 1일 |                                                                                                  |
| 2대         | 김창완 (남) | 2000년 10월 2일 ~ 2024년 3월 17일  | 10주년 맞아 Voice of SBS 상을 수상(2010. 10. 2) 2010 SBS 연예대상 라디오DJ상 수상 (2010. 12. 30) |
| 3대         | 봉태규 (남) | 2024년 3월 18일 ~ 현재             |                                                                                                  |

## 코너

### 매일 코너
- 사연의 제목을 입력하세요
- 시대착오 퀴즈
- 사연과 신청곡
- 부탁해요 DJ

### 요일별 코너
- 화요일 - 봉딘, 어때?
- 수요일 - 비공감 댓글
- 금요일 - 개인의 취향 타임
- 토요일 - 해시태규 뮤직
- 일요일 - 1인용 플레이리스트

#### 이전 코너
- 오왠의 오늘은 왠지
- 적재의 튕기는 남자
- 선곡이 우리에게 미치는 영향
- 맛있는 아침
- 김작가의 선택
- 주제 it 수다
- 유발이의 아침
- 이진아의 '월요일은 니나노~'
- 사연과 신청곡
- 사랑, 아직 끝나지 않았다
- 부탁해요 DJ
- 월요일 - 바버렛츠의 즐거운 음악 생활
- 화요일 - 프로젝트 X
- 수요일 - 꽃다방 김마담
- 목요일 - 짱구는 못말려[1]
- 금요일 - 임희윤 기자의 제목없음
- 토요일 - 노래,달다!, 사연 예약 서비스
- 일요일 - Dear.엉클 창, 사연 예약 서비스

## 수상 목록
- 2022년 제49회 한국방송대상 연예오락 라디오부문 작품상
- 2024년 SBS 연예대상 라디오 DJ상 (봉태규)

## 일부 지역 자체 방송
다음 지역민방 프로그램은 아침 9시에 방송된다. 단 KNN 파워FM, KNN 러브FM, ubc Green FM, G1 Fresh FM, JIBS New Power FM은 아름다운 이 아침 봉태규입니다 대신 자체프로그램을 내보낸다. 그러나 TBC Dream FM, kbc My FM, TJB POWER FM, JTV MAGIC FM, CJB JOY FM은 아름다운 이 아침 봉태규입니다를 자체편성없이 그대로 내보낸다. 일부 광역 에선 라디오 대신 연동제로 본국의 아름다운 이 아침을 TV로 볼수 있다.

## 지역 방송국 프로그램
- 단, 본사 방송 수중계는 대전세종충남, 충북, 대구경북, 광주전남, 전북이다.

| 프로그램                                 | 지역                | 방송국 | 방송 채널             | 진행자         |
| ---------------------------------------- | ------------------- | ------ | --------------------- | -------------- |
| 강민주의 예감 좋은 날                    | 강원특별자치도      | G1방송 | G1 Fresh FM           | 강민주         |
| 장성규, 신유정의 라디오를 틀자           | 제주특별자치도      | JIBS   | JIBS New Power FM     | 장성규, 신유정 |
| 김아라의 생생 라디오(매일 9:00~10:50)    | 부산광역시·경상남도 | KNN    | KNN 파워FM KNN 러브FM | 김아라         |
| KNN 웰빙라이프 (매일 10:50~11:00)        | 부산광역시·경상남도 | KNN    | KNN 파워FM KNN 러브FM | 조문경         |
| 전선민의 유쾌한 데이트(월~토 9:00~11:00) | 울산광역시          | ubc    | ubc Green FM          | 전선민         |
| 문지영의 라디오스타(일 9:00~11:00)       | 울산광역시          | ubc    | ubc Green FM          | 문지영         |